# Crocynia fragilis
Crocynia fragilis är en lavart som beskrevs av B. de Lesd. 1924. Crocynia fragilis ingår i släktet Crocynia och familjen Crocyniaceae.   Inga underarter finns listade i Catalogue of Life.